# Petr Pazdiora
Petr Pazdiora (* 28. ledna 1956 Praha) je český lékař, vědecký pracovník a vysokoškolský pedagog.

## Život
Vystudoval Lékařskou fakultu hygienickou Univerzity Karlovy v Praze. Získal atestaci 1. stupně z hygieny a epidemiologie a nástavbovou atestaci z epidemiologie. V roce 1988 obdržel vědeckou hodnost kandidáta věd. V roce 1996 se habilitoval na docenta epidemiologie. V roce 2013 získal specializovanou způsobilost lékaře v oboru epidemiologie, téhož roku byl jmenován profesorem. Byl dlouholetým ředitelem protiepidemického odboru Krajské hygienické stanice v Plzni, na KHS působil celkem 35 let. Od ledna do února 2021 byl koordinátorem očkování proti onemocnění covid-19 pro Plzeňský kraj.
K roku 2021 působí jako přednosta Ústavu epidemiologie LF UK v Plzni, spolupracuje také s Univerzitou obrany v Brně.
Publikuje práce ve svém oboru, těžištěm jeho odborné práce je epidemiologie nozokomiálních nákaz a gastroenteritid. Byl řešitelem 6 vědeckých projektů, v dalších 9 byl spoluřešitelem. Je autorem vysokoškolských skript a monografií věnujících se epidemiologii infekčních onemocnění.

## Členství v odborných společnostech
- Člen předsednictva České společnosti pro AIDS pomoc (2014–2016)
- Místopředseda výboru Společnosti pro epidemiologii a mikrobiologii ČLS JEP
- Člen výboru České vakcinologické společnosti ČLS JEP[4]

## Ocenění
Dne 7. prosince 2020 jej primátor Martin Baxa ocenil stříbrnou pamětní medailí města Plzně.
Dne 25. února 2021 byl oceněn Stříbrnou pamětní medailí Univerzity Karlovy.